# Islamnagar
Islamnagar es un pueblo y nagar Panchayat situado en el distrito de Badaun en el estado de Uttar Pradesh (India). Su población es de 31022 habitantes (2011). 

## Demografía
Según el  censo de 2001 la población de Islamnagar era de 26066 habitantes, de los cuales el 52% eran hombres y el 48% eran mujeres. Islamnagar tiene una tasa media de alfabetización del 40%, inferior a la media nacional del 59,5%: la alfabetización masculina es del 47%, y la alfabetización femenina del 32%.